# Arthur Ferrante
Arthur Ferrante (Nova Iorque, 7 de setembro de 1921 — Longboat Key, Flórida, 19 de setembro de 2009) foi um pianista estadunidense.
Durante a década de 1960, Art Ferrante, juntamente com o pianista Louis Teicher, formou um duo chamado Ferrante & Teicher.

## Literatura
- Julia Edenhofer: Das Große Oldie Lexikon. Bastei-Lübbe, 1991, ISBN 3-404-60288-9.